# Олембе, Саломон
Рене́ Саломо́н Олембе́-Олембе́ (фр. René Salomon Olembé-Olembé; 8 декабря 1980, Яунде, Камерун) — камерунский футболист, полузащитник. Выступал в сборной Камеруна. Дважды победитель Кубка африканских наций.

## Биография

### Клубная карьера
Олембе начал заниматься футболом на родине в клубе «Дьяман Яунде».
Затем, Саломон переехал во Францию, где вначале играл за вторую команду «Нанта». Его дебют в чемпионате Франции за основной состав состоялся 8 августа 1997 года в матче против «Марселя» (0:1). Главный тренер Рейнальд Денуэкс выпустил Олембе во втором тайме вместо Фредерика да Роша. По итогам сезона 1997/98 «Нант» разместился середине турнирной таблице, заняв 11 место.
В 1999 году «Нант» стал победителем Кубка Франции, обыграв в финале «Седан» (1:0) и Суперкубка, где канарейки одолели «Бордо» (1:0). Победа в Кубке позволила «канарейкам» выступать в Кубке УЕФА, где «Нант» дошёл до третьего раунда, уступив лондонскому «Арсеналу». Следующий год вновь принёс команде победу в кубке, где на этот раз «Нант» одолел «Кале» (2:1). Сезон 2000/01, впервые за шесть лет стал для «Нанта» победным в чемпионате. В Лиге чемпионов команда завоевала первое место в групповом турнире, где выступали — «Галатасарай», ПСВ и «Лацио».
Зимой 2002 года перешёл на правах аренды в «Олимпик Марсель». После чего, контракт Олембе был выкуплен за более чем 5 млн евро. В сезоне 2002/03 «Олимпик» стал бронзовым призёром французского первенства, пропустив вперёд «Монако» и «Лион».
В сезоне 2003/04 камерунец был арендован английским «Лидс Юнайтед». Дебют за новый клуб состоялся 15 сентября 2003 года в матче с «Лестер Сити» (0:4). Данный сезон стал последним для «Лидса» в Премьер-лиге, так как он занял предпоследнее место и вылетел в Чемпионшип. Затем Олембе играл на правах аренды за катарский «Эр-Райян».
После окончания контракта с «Марселем», Олембе в сентябре 2007 года на правах свободного агента подписал контракт с «Уиган Атлетик». Главный тренер Крис Хатчингс рассматривал приход камерунца как замену ушедшему Лейтону Бейнсу. По окончании сезона Саломону был предоставлен статус свободного агента и он покинул Англию.
В апреле 2008 года камерунец, вместе с другим игроком «Уигана» Джулиусом Агаховой подписал предварительный контракт с турецким «Кайсериспором». В марте 2010 года сыграл в одной игре за резервную команду «Бернли», после чего перешёл в греческую «Ларису», однако за команду так и не сыграл. В 2010 году Саламон завершил карьеру футболиста.

### Карьера в сборной
В национальной сборной Камеруна дебютировал 22 октября 1997 года в матче против Кубы (1:1). Дебютант Олембе тогда отметился забитым голом. В феврале 1998 года Саламона вызвали для участия в Кубке африканских наций, где Камерун дошёл до 1/4 финала. Главный тренер «львов» Клод Ле Руа также вызвал его и на чемпионат мира во Франции. Саламон сыграл во всех трёх играх группового турнира. Благодаря участию в этом турнире Олембе вошёл в список 11 футболистов, которые сыграли на чемпионатах мира в возрасте до 18 лет.
В 2000 году Олембе вместе с командой стал победителем Кубка африканских наций. В следующем году принял участие в Кубке конфедераций, где африканцы заняли третье место в группе. В 2002 году он во второй раз выиграл Кубок африканских наций. По ходу турнира он забил три гола и вместе с нигерийцем Агаховой и соотечественником Мбома стал лучшим бомбардиром соревнований. Также он принимал участие в чемпионате мира 2002 и главном африканском первенстве в 2004 и 2006 году.
Всего за сборную Камеруна Олембе провёл 67 матчей и забил 6 голов, выступая за команду на протяжении десяти лет.

## Достижения
«Нант»
- Чемпион Франции (1): 2000/01
- Обладатель Кубка Франции (2): 1998/99, 1999/00
- Обладатель Суперкубка Франции (1): 1999

«Олимпик Марсель»
- Серебряный призёр чемпионата Франции (1): 2006/07
- Бронзовый призёр чемпионата Франции (1): 2002/03

Камерун
- Победитель Кубка африканских наций (2): 2000, 2002
- Лучший бомбардир Кубка африканских наций (1): 2002

## Статистика
| Сезон   | Клуб            | Лига                    | Чемпионат | Чемпионат | Кубок | Кубок | Кубок лиги | Кубок лиги | Суперкубок | Суперкубок | Еврокубки | Еврокубки |
| Сезон   | Клуб            | Лига                    | Игры      | Голы      | Игры  | Голы  | Игры       | Голы       | Игры       | Голы       | Игры      | Голы      |
| ------- | --------------- | ----------------------- | --------- | --------- | ----- | ----- | ---------- | ---------- | ---------- | ---------- | --------- | --------- |
| 1997/98 | Нант            | Чемпионат Франции       | 9         | 0         |       |       | 1          | 0          | —          | —          | 1         | 0         |
| 1998/99 | Нант            | Чемпионат Франции       | 29        | 1         |       |       |            |            | —          | —          |           |           |
| 1999/00 | Нант            | Чемпионат Франции       | 22        | 2         | 4     | 0     |            |            | 1          | 0          | 5         | 0         |
| 2000/01 | Нант            | Чемпионат Франции       | 30        | 4         | 3     | 0     | 3          | 1          | 1          | 0          | 7         | 0         |
| 2001/02 | Нант            | Чемпионат Франции       | 13        | 0         | 1     | 0     | 1          | 0          |            |            | 6         | 0         |
| 2001/02 | Олимпик Марсель | Чемпионат Франции       | 8         | 0         |       |       | 1          | 0          | —          | —          |           |           |
| 2002/03 | Олимпик Марсель | Чемпионат Франции       | 27        | 1         | 2     | 1     | 2          | 0          | —          | —          |           |           |
| 2003/04 | Олимпик Марсель | Чемпионат Франции       | 1         | 0         |       |       |            |            | —          | —          | 1         | 0         |
| 2003/04 | Лидс Юнайтед    | английская Премьер-лига | 12        | 0         |       |       | 2          | 0          | —          | —          | —         | —         |
| 2004/05 | Олимпик Марсель | Чемпионат Франции       | 24        | 0         | 1     | 0     |            |            | —          | —          |           |           |
| 2005/06 | Олимпик Марсель | Чемпионат Франции       | 1         | 0         |       |       |            |            | —          | —          | 1         | 0         |
| 2006/07 | Олимпик Марсель | Чемпионат Франции       | 14        | 0         | 4     | 0     | 1          | 0          | —          | —          |           |           |
| 2007/08 | Уиган Атлетик   | английская Премьер-лига | 8         | 0         | 1     | 0     |            |            | —          | —          | —         | —         |
| 2008/09 | Кайсериспор     | Чемпионат Турции        | 12        | 1         | 4     | 0     | —          | —          | 0          | 0          | 1         | 0         |
| 2009/10 | Кайсериспор     | Чемпионат Турции        | 5         | 0         | 1     | 0     | —          | —          | —          | —          | —         | —         |